# Robert Waldl
Robert Waldl (* 1958 in Wels, Oberösterreich) ist ein österreichischer Fotokünstler.

## Leben
Waldl wuchs in Oberösterreich auf und absolvierte die HTL1 Bau und Design Linz im Bereich Tiefbau. Anschließend studierte er an der Universität Wien, wo er 2002 seine Diplomarbeit an der Philosophischen Fakultät einreichte und 2006 mit einer Dissertation über Martin Buber zum Dr. phil. promovierte. Er absolvierte Weiterbildungen in Humanistischer Therapie und Personenzentrierter Psychotherapie und ist seit 2003 als niedergelassener Psychotherapeut in die österreichische Berufsliste Psychotherapie für diese Verfahren eingetragen.

## Werk
Waldl ist als Fotokünstler tätig. Er war Gasthörer bei Peter Weibel an der Universität für Angewandte Kunst Wien und hatte rund 50 Ausstellungen im In- und Ausland. Seine Arbeiten sind in öffentlichen Sammlungen vertreten, unter anderem im Lentos Kunstmuseum Linz, Museum der Moderne Salzburg und MUSA. 1992 gründete Waldl gemeinsam mit Reinhold Hörschläger die virtuelle Galerie bois in Wien. Das Projekt wurde durch Sponsoring (unter anderem Compaq) und staatliche Förderungen unterstützt und 1994 im ORF vorgestellt.
Robert Waldl lebt und arbeitet in Wien.

## Publikationen (Auswahl)
- FotoFoto. Vorwort von Wilfried Seipel, Essay von Carl Aigner, Ausstellungskatalog, Oberösterreichisches Landesmuseum, Linz 1989, ISBN 978-3-900746-13-1.
- Zufall der Erinnerung / Random Recall, mit Essays von Herbert Hrachovec und Carl Aigner, Sonderzahl Verlag, 2014, ISBN 978-3-85449-436-2.
- Identitäten lesen / Reading Identity, mit Essays von Reinhard Bachleiter und Margit Zuckriegl, Sonderzahl Verlag, 2018, ISBN 978-3-85449-504-8.

## Ausstellungen (Auswahl)
- 1985: Fotogalerie Wien (Einzelausstellung)
- 1988: Erinnerungen. Fotogalerie Wien (Gruppenausstellung)
- 1989: FotoFoto. Oberösterreichisches Landesmuseum (Einzelausstellung)
- 1993: Interventionen. Landesgalerie Linz, Gruppenausstellung der Nominierten für den Rupertinum-Fotopreis
- 1995: Fisch und Fleisch. Kunsthalle Krems (Gruppenausstellung)[8]
- 1997: Una vision real / Eine reale Vision, Centro de la Imagen, Mexico City[9]
- 1998: Letzte Ankäufe. Rupertinum, Salzburg (Gruppenausstellung)
- 1999: Bestandsaufnahme – Österreischiche Fotografie der letzten Jahre. Kunstverein Steyr (Gruppenausstellung)
- 2000: Photographie – die Sammlung. Neue Galerie der Stadt Linz (Gruppenausstellung)
- 2001: Der ironische Blick. Museum auf Abruf und Oberösterreichisches Landesmuseum (Gruppenausstellung)[10]
- 2012: Orte der Kunst. Museum der Moderne Salzburg[10]
- 2018: READING IDENTITIES / IDENTITÄTEN LESEN. Kunstraum Nestroyhof (Einzelausstellung)[11][12]